# Harrison, Arkansas
Harrison är en stad (city) i Boone County, i delstaten Arkansas, USA. Enligt United States Census Bureau har staden en folkmängd på 13 080 invånare (2019) och en landarea på 28,7 km². Harrison är huvudort i Boone County.
Harrison har beskrivits av ett antal källor som den mest rasistiska staden i Amerika.